# Phaedyma angara
Phaedyma angara är en fjärilsart som beskrevs av Ssemper 1889. Phaedyma angara ingår i släktet Phaedyma och familjen praktfjärilar. Inga underarter finns listade i Catalogue of Life.